# Рувнак
Рувна́к (фр. Rouvenac) — коммуна во Франции, находится в регионе Лангедок — Руссильон. Департамент коммуны — Од. Входит в состав кантона Кийан. Округ коммуны — Лиму.
Код INSEE коммуны — 11329.

## Население
Население коммуны на 2008 год составляло 199 человек.
| 1962 | 1968 | 1975 | 1982 | 1990 | 1999 | 2008 |
| ---- | ---- | ---- | ---- | ---- | ---- | ---- |
| 154  | 182  | 167  | 176  | 143  | 154  | 199  |

## Экономика
В 2007 году среди 105 человек в трудоспособном возрасте (15—64 лет) 64 были экономически активными, 41 — неактивными (показатель активности — 61,0 %, в 1999 году было 68,6 %). Из 64 активных работали 54 человека (29 мужчин и 25 женщин), безработных было 10 (5 мужчин и 5 женщин). Среди 41 неактивного 7 человек были учащимися или студентами, 15 — пенсионерами, 19 были неактивными по другим причинам.